# 無語問蒼天
《無語問蒼天》（英語：Awakenings）是一部1990年美國劇情電影，根據英國腦神經學家奧利佛·薩克斯的1973年同名著作《Awakenings》改編而成，由羅賓·威廉斯、勞勃·狄尼洛主演。

## 劇情
故事发生在1969年的美國，羞怯内向但对实验充满热忱的脑科医生马尔科姆·塞尔（Malcolm Sayer，羅賓·威廉斯 飾演）来到纽约市布朗克斯区一家医院，对院内的强直性昏厥症患者进行治疗。院中病人的思想和行為近乎停頓，只能作非常有限的活動。醫生其後發現所有病患皆是因為腦中缺乏了神經傳導物質多巴胺，於是以含左旋多巴的藥物首先為患病多年的伦纳德·洛（Leonard Lowe，勞勃·狄尼洛 飾演）进行治療，病情改善效果显著。在護士埃莉诺·科斯特洛（Eleanor Costello，朱莉·卡夫娜 飾演）的幫助和鼓励下，醫生籌得款項為所有病人治療，並使大部分病人病情有了明顯好轉；可是好景不长，患者们在苏醒后不久，又纷纷出现了病情恶化的趋势......

## 角色
| 演員              | 角色                                |
| ----------------- | ----------------------------------- |
| 勞勃·狄尼洛       | 伦纳德·洛 Leonard Lowe              |
| 羅賓·威廉斯       | 马尔科姆·塞尔医生 Dr. Malcolm Sayer |
| 朱莉·卡夫娜       | 埃莉诺·科斯特洛 Eleanor Costello    |
| 約翰·赫德         | 考夫曼医生 Dr. Kaufman              |
| 佩内洛普·安·米勒  | 葆拉 Paula                          |
| 马克斯·冯·叙多    | 彼得·英厄姆医生 Dr. Peter Ingham    |
| 鲁思·尼尔森       | 洛夫人 Mrs. Lowe                    |
| 爱丽丝·德拉蒙德   | 露西 Lucy                           |
| 朱迪丝·马利纳     | 萝丝 Rose                           |
| 安妮·米拉         | 米丽亚姆 Miriam                     |
| 理查德·利伯蒂尼   | 西德尼 Sidney                       |
| 凯斯·戴蒙德       | 安东尼 Anthony                      |
| 彼得·斯特曼       | 神经化学专家                        |
| 布莱德利·惠特福德 | 泰勒医生 Dr. Tyler                  |
| 德克斯特·戈登     | 罗兰多 Rolando                      |

## 制作
《无语问苍天》的主要拍摄工作于1989年10月16日在纽约布鲁克林区的金斯伯罗精神病研究中心（Kingsboro Psychiatric Center）正式启动，并于1990年2月16日完成拍摄。据罗宾·威廉姆斯透露，真正的患者被用于整部电影的拍摄。除金斯伯罗外，摄制组的取景地还包括纽约植物园，茱莉亚·里奇曼高中，卡萨·加利西亚餐厅（Casa Galicia）以及布鲁克林公园坡。

## 发行

### 反响与评论
本片片受到了电影评论界的普遍好评。 烂番茄共收集了31则由认可影评人所给出的评价，88%为好评，平均得分6.7/10。Metacritic共收集了18篇相关评论，本片的平均得分为74/100。

### 票房
《无语问苍天》于1990年12月22日点映，首周内共赚取票房417,076美元。本片于1991年1月11日公映。直到第九周总票房收入共计8,306,532美元，仅次于《小鬼当家》，位列第二。

### 奖项及提名
本片共于第63届奥斯卡金像奖获得三项提名，包括：最佳影片，最佳改编剧本以及最佳男主角（勞勃·狄尼洛）。罗宾·威廉姆斯也因此片于第48届金球奖被提名为最佳戏剧类电影男主角。
| 奖项               | 颁奖日期      | 种类                     | 提名人                          | 结果 |
| ------------------ | ------------- | ------------------------ | ------------------------------- | ---- |
| 奥斯卡金像奖       | 1991年3月25日 | 最佳影片                 | 沃尔特·F·帕克斯， 劳伦斯·拉斯科 | 提名 |
| 奥斯卡金像奖       | 1991年3月25日 | 最佳改编剧本             | 斯蒂文·泽里安                   | 提名 |
| 奥斯卡金像奖       | 1991年3月25日 | 最佳男主角               | 勞勃·狄尼洛                     | 提名 |
| 日本电影金像奖     | 1992年3月20日 | 最佳外语片               | 《无语问苍天》                  | 提名 |
| 芝加哥影评人协会獎 | 1991年3月7日  | 最佳男主角               | 罗宾·威廉姆斯                   | 提名 |
| 金球奖             | 1991年1月19日 | 最佳戏剧类电影男主角     | 罗宾·威廉姆斯                   | 提名 |
| 格莱美奖           | 1992年2月25日 | 最佳影视媒体作品配乐专辑 | 兰迪·纽曼                       | 提名 |
| 国家评论协会奖     | 1991年3月4日  | 最佳男主角               | 勞勃·狄尼洛， 罗宾·威廉姆斯     | 獲獎 |
| 国家评论协会奖     | 1991年3月4日  | 十大电影                 | 《无语问苍天》                  | 獲獎 |
| 紐約影評人協會獎   | 1991年1月13日 | 最佳男主角               | 勞勃·狄尼洛                     | 獲獎 |
| 美国编剧工会奖     | 1991年3月20日 | 最佳改编剧本             | 斯蒂文·泽里安                   | 提名 |